# Pettinengo
Pettinengo – miejscowość i gmina we Włoszech, w regionie Piemont, w prowincji Biella.
Według danych na styczeń 2009 gminę zamieszkiwało 1576 osób przy gęstości zaludnienia 137 os./1 km².